# Jieyu
Jieyu (kinesiska: 解峪, 解峪乡) är en socken i Kina. Den ligger i provinsen Shanxi, i den norra delen av landet, omkring 320 kilometer söder om provinshuvudstaden Taiyuan. Antalet invånare är 6 332. Befolkningen består av 3 030 kvinnor och 3 302 män. Barn under 15 år utgör 16,0 %, vuxna 15-64 år 77 %, och äldre över 65 år 6,0 %.
Genomsnittlig årsnederbörd är 656 millimeter. Den regnigaste månaden är juli, med i genomsnitt 187 mm nederbörd, och den torraste är december, med 2 mm nederbörd.